# Jutta Bobbe
Jutta Bobbe (* 1970 in Hildesheim) ist eine zeitgenössische deutsche Künstlerin, die sich mit ihren malerischen und zeichnerischen Werken vor allem in China einen Namen gemacht hat.

## Leben und Wirken
Jutta Bobbe wuchs in Derneburg auf. Allererste Impulse, sich der Malerei zuzuwenden, erhielt sie durch die enge Freundschaft mit Georg Baselitz’ Söhnen, wodurch sie zeitweilig Zugang zum Atelier von deren Vater bekam. Sie studierte  Kostümdesign und freie Malerei an der Fachhochschule für Gestaltung in Hamburg. 1995 zog sie nach Berlin. Ihre Kunstkarriere beginnt mit Kostümentwürfen für Oper, Theater und Fernsehen. 2005 fand ihre erste Reise nach China statt. Seit 2007 lebt und arbeitet sie wechselweise als freie Künstlerin in Berlin-Kreuzberg und in Peking, dort in einem Atelier in der Nähe des 798 Kunstareals. Liiert ist sie mit dem chinesischen Installationskünstler Yuan Shun.
Sie durchlief alle möglichen bildnerischen Einflüsse, vom Kubismus, Fauvismus, Neo-Expressionismus bis zum Surrealismus, bevor sie zu ihrer eigenen, nunmehr architekturalen und abstrakten Bildsprache fand.

## Ausstellungen

### Gruppenausstellungen (Auswahl)
- 2004 Artikulation Ligeti+++, in: Akademie der Künste Berlin,
- 2006 verglückt nochmal (u. a. Yuan Shun und Andreas Slominski), kuratiert von Via Lewandowsky, Galerie Ute Parduhn, Düsseldorf
- 2009 Merginn/Emerging-Art, Utopia and Virtual Reality, kuratiert von Victoria Lu, MOCA Shanghai/Guangdong Art Museum, Guangzhou,
- 2010 Zum ersten Mal, Art-Projects in der K4 Galerie, München,
- 2010 Enliven — In Between Realities and Fiction, Aniamix Biennal, Today Art Museum, Peking
- 2011 Super Reality, Super Privacy Vision, Ausstellung auf Papier, Ullens Center for Contemporary Arts, Peking,
- 2011 White Limited: Made in Chinmany, Hong Kong Contemporary Art Museum, Peking,
- 2011 Natural And Its Modern Forms, Mingyuan Art Museum, Shanghai
- 2011 White Limited: Made in Chinmany, Hong Kong Contemporary Art Museum
- 2013 Insightful Charisma, Shanghai Himalayas Art Museum, Shanghai,
- 2014 The Painting Exhibition of Foreign and Chinese Artists, Auckland, New Zealand
- 2016 Arbeiten auf Papier, kuratiert von Natias Neutert, in: V-gallery, Berlin

### Einzelausstellungen (Auswahl)
- 2001 Jutta Bobbe, H&K Gallery, Zürich,
- 2002/3 Jutta Bobbe, Deutsche Oper Berlin;
- 2006 Secret Circle, Refined Nest Gallery, Shanghai,
- 2013 No Limit: Made in Chinmany, Deutsche Botschaft Peking,
- 2015 Timeline, Hong Kong Contemporary Art Museum, Guangzhou,
- 2015 Reflection, Himalayas Art Museum Zendai MoMa, Zhujiajiao Shanghai,
- 2016 Jutta Bobbe, Cipa Gallery, Peking sowie Move All The Way Around, Yard Gallery, Shanghai.[3]

## Kataloge (Auswahl)
- Jutta Bobbe, Deutsche Oper Berlin; Berlin 2002
- Secret Circle, Refined Nest Gallery, Shanghai 2006
- Super Reality, Super Privacy Vision, Ausstellung auf Papier, Ullens Center for Contemporary Arts, Peking 2011
- White Limited: Made In Chinmany, Hong Kong Contemporary Art Museum, Peking 2011
- Natural And Its Modern Forms, Mingyuan Art Museum, Shanghai 2011
- Natural and Its Modern Forms, Mingyuan Art Museum, Shanghai 2012
- No Limit: Made in Chinmany, Deutsche Botschaft Peking 2013
- Insightful Charisma, Shanghai Himalayas Art Museum, Shanghai, 2013
- Timeline, kuratiert von Zhao Hong Chen, Hong Kong Contemporary Art Museum, Guangzhou 2015[4]